# Арабизмы в казахском языке

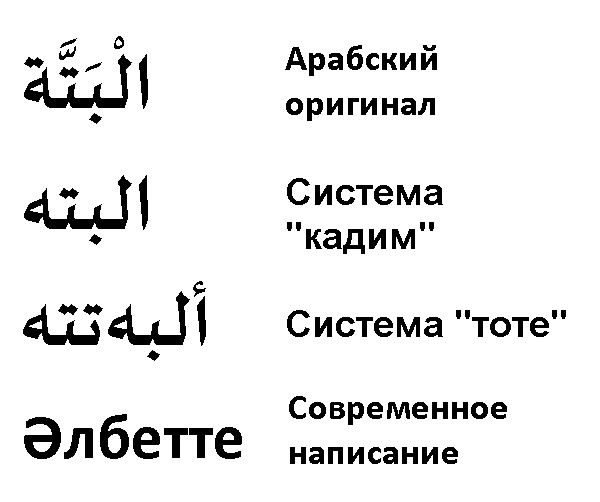
Примеры написания арабизма әлбетте в казахском языке. В системе «кадим» соответствие написания слова арабскому оригиналу идет в ущерб удобству чтения.
• Араб. аль-батта (البتة — «наотрез», «категорически»)
• Написание письмом «кадим»
• Написание письмом «тоте»
• Современное написание (әлбетте — «конечно», «несомненно»)

Арабизмы в казахском языке — слова, вошедшие в казахский язык напрямую из арабского языка или посредством персидского, османско-турецкого и др. языков и ставшие частью казахского лексикона.
Вхождение арабских понятий и терминов в казахский язык связано, прежде всего, с распространением религии ислам в этом регионе с X века. Новые, доселе неизвестные казахам и их предкам религиозные термины не переводились на местные языки, а заимствовались напрямую, с учётом особенностей казахского произношения. Например, араб. масджид (مسجد‎ — «мечеть») превратилось в казахское мешіт. Распространению арабизмов способствовала казахская письменность, основанная на арабо-персидской письменности.
Например, в некоторых трудах Абая Кунанбаева (например, в 38-м «Слове назидания») присутствует большое количество слов арабского происхождения. Доходит до того, что неподготовленный читатель-казах не может понять смысл некоторых предложений. Так же дело обстоит с другими казахскими акынами и поэтами того периода (например, Шакарим Кудайбердиев).
В советский период общий уровень религиозности казахов снизился, но арабизмы прочно закрепились в литературном языке и продолжают повседневно использоваться в разговорной речи, но не так часто, как в более раннюю эпоху. Этому не помешало даже введение сначала латинского, затем кириллического алфавита во времена СССР.